# Drassanes

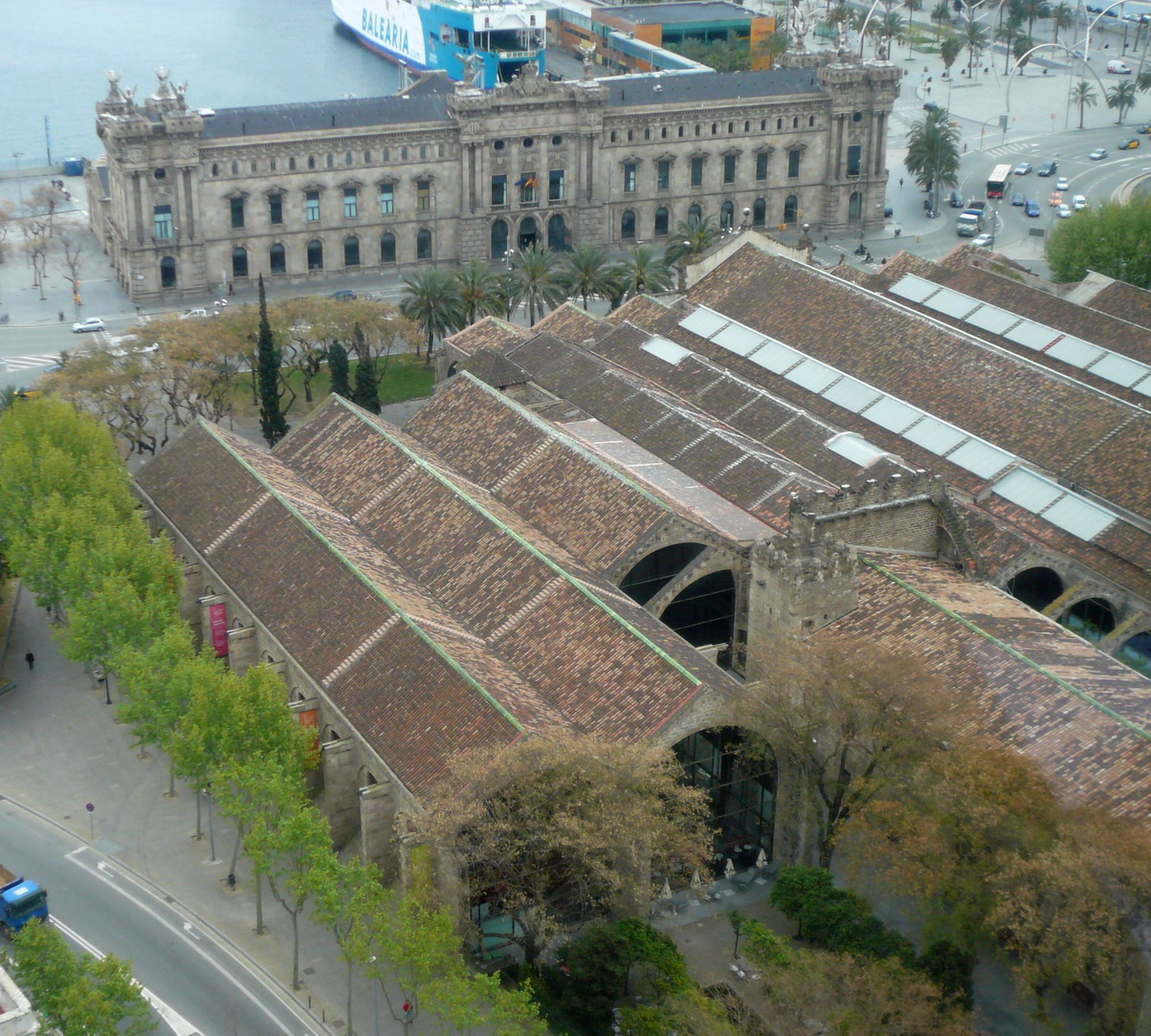
Exteriör

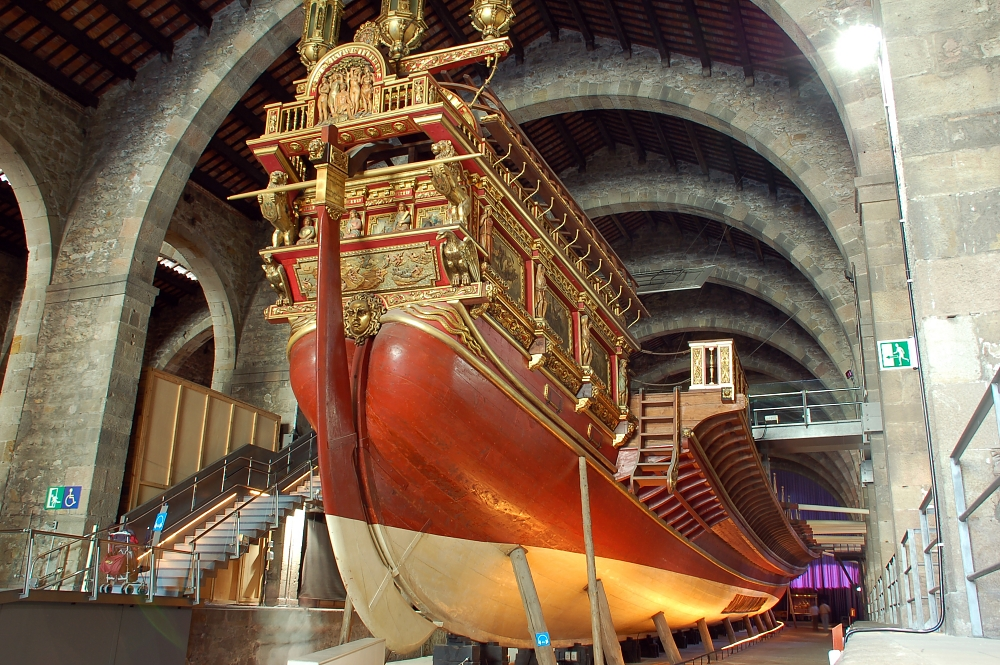
Interiör; På bilden syns kopian av galären Capitana som deltog i slaget vid Lepanto under befäl av Karl V:s oäkting Don Juan av Österrike.

Drassanes, egentligen Drassanes reials ("Kungliga skeppsvarvet"), är en stor byggnad Barcelonas hamn. Den hyser idag stadens sjöfartsmuseum och är den största och mest intakta medeltida varvsbyggnaden i världen. Längs med byggnaden på den sida som vetter mot Montjuїc återfinns den enda bevarade sektionen av Barcelonas medeltida ringmur, inklusive en av stadsportarna.

## Historia
Drassanes byggdes i två etapper mellan 1283 och 1390 för att tjäna som stadens huvudsakliga skeppsvarv. Under namnet Det nya varvet kom det att ersätta ett tidigare varv uppfört under den muslimska ockupationen på 700-talet. Varvet, som kom att bli ett av de största i hela Medelhavet, var i bruk fram till 1745 när det övertogs av armén. Under de drygt 400 år som byggnaden användes för marina ändamål hade den flera funktioner. Utöver konstruktioner och underhåll av nya galärer förvarades även skeppen och dess materiel (rig, segel, proviant och vapen) i Drassanes under vintern. Byggnaden som till största delen utgörs av långa parallella travéer av tegel med tegeltak uppburna av väldiga gördelbågar ger en bra bild av medeltida civil ingenjörskonst.
Försök att anpassa byggnaden för tidens nya skeppskonstruktioner genomfördes under 1600-talet, i början av 1700-talet förstorades mittnavet. Efter spanska tronföljdskriget fick varvet ekonomiska problem sedan krigsskepp slutat byggas där och byggnaden övertogs till slut av armén 1745. För militärt bruk användes Drassanes främst som lager för ammunition och artilleri. Under 1800-talet var det tänkt att Drassanes skulle rivas för att ge plats åt en väg (dagens Parallell), men efter påtryckningar från historiker och militärer ändrades vägens sträckning och byggnaden återlämnade 1929 till Barcelona. För stadens bruk inrättades det nyupprättade sjöfartsmuseet i dess lokaler.

## Museu Marítim de Barcelona
Museu Marítim de Barcelona är stadens sjöfartsmuseum med fokus på katalansk sjöfartshistoria. Museets huvudattraktion är, utöver byggnaden i sig, en fullskalig kopia av den kungliga galären Capitana som konstruerades i Drassanes och senare deltog i Slaget vid Lepanto. Museet har även en stor samling medeltida sjökort från 1400-talet fram till 1600-talet. Under 2006 var museet nominerat till årets europeiska museum, en utmärkelse som till slut tillföll CosmoCaixa.